# E. E. Knight
E. E. Knight (* 7. března 1965) je pseudonym spisovatele fantasy a sci-fi literatury, narozeného v La Crosse ve Wisconsinu. Vyrůstal v Minnesotském Stillwateru a nyní žije v Oak Parku ve státě Illinois se svou ženou a synem.

### Země upírů
V České republice knihy vydává nakl. Triton.
- Vlk; Země upírů - kniha první 30. 10. 2008 (en. Vampire Earth 1 Way of the Wolf (2003))
- Kočka; Země upírů - kniha druhá 3. 11. 2009 (en. Vampire Earth 2 Choice of the Cat (2004))
- Hromoklín; Země upírů - kniha třetí 13. 5. 2010 (en. Vampire Earth 3 Tale of the Thunderbolt (2005))
- Povstání; Země upírů - kniha čtvrtá 30. 5. 2011 (en. Valentine's Rising (2005))
- Exil; Země upírů - kniha pátá (en. Valentine's Exile (2006))
- Pátrání; Země upírů - kniha šestá (en. Valentine's Resolve (2007))
- Vampire Earth Fall With Honor (2008)
- Vampire Earth Winter Duty (2009)
- Vampire Earth March in Country (2011)

### Age of Fire series
- Dragon Champion (2005)
- Dragon Avenger (2006)
- Dragon Outcast (2007)
- Dragon Strike (2008)
- Dragon Rule (2009)

### Mimo série
- Lara Croft Tomb Raider: The Lost Cult (2004)

## Ságy

### Země upírů
V Zemi upírů se ocitáme v nedaleké budoucnosti planety Země, která je ovládnuta mimozemskou rasou přicházející z planety Kar - Karany. Jedná se o parazitické tvory živící se lidskou vitální aurou (namísto krve - odtud název ságy), kteří vládnou absolutní většině naší planety, jsou zde ovšem i odbojová hnutí. Děj se odehrává na území USA, hlavním hrdinou je David Valentine.
v České republice sérii vydává nakladatelství Triton.